# Chiharu Shida
Chiharu Shida (jap. 志田 千陽 Shida Chiharu; ur. 29 kwietnia 1997 w Hachirōgacie) – japońska badmintonistka z drużyny Saishunkan i członkini japońskiej narodowej drużyny badmintona. Była brązową medalistką Mistrzostw Azji Juniorów i Mistrzostw Świata Juniorów w 2014 i 2015 roku. Brązowa medalistka igrzysk olimpijskich w Paryżu w 2024 roku w grze podwójnej kobiet.

## Osiągnięcia

### Igrzyska Olimpijskie
Gra podwójna kobiet
| Rok  | Miejsce                                    | Partner                | Przeciwnik                                        | Wynik        | Rezultat |
| ---- | ------------------------------------------ | ---------------------- | ------------------------------------------------- | ------------ | -------- |
| 2024 | Arena Porte de la Chapelle, Paryż, Francja | Japonia Nami Matsuyama | Malezja Pearly Tan · Malezja Thinaah Muralitharan | 21–11, 21–11 | Brąz     |

### BWF Mistrzostwa świata juniorów
Gra podwójna dziewcząt
| Rok  | Miejsce                                             | Partner                | Przeciwnik                     | Wynik               | Rezultat |
| ---- | --------------------------------------------------- | ---------------------- | ------------------------------ | ------------------- | -------- |
| 2015 | Centro de Alto Rendimiento de La Videna, Lima, Peru | Japonia Nami Matsuyama | Chiny Du Yue · Chiny Li Yinhui | 17–21, 21–14, 12–21 | Brąz     |

Gra mieszana
| Rok  | Miejsce                                             | Partner               | Przeciwnik                              | Wynik       | Rezultat |
| ---- | --------------------------------------------------- | --------------------- | --------------------------------------- | ----------- | -------- |
| 2015 | Centro de Alto Rendimiento de La Videna, Lima, Peru | Japonia Shuto Morioka | Chiny Chen Qingchen · Chiny Zheng Siwei | 8–21, 12–21 | Brąz     |

### Mistrzostwa Azji juniorów
Gra podwójna dziewcząt
| Rok  | Miejsce                                           | Partner                | Przeciwnik                            | Wynik        | Rezultat |
| ---- | ------------------------------------------------- | ---------------------- | ------------------------------------- | ------------ | -------- |
| 2015 | CPB Badminton Training Center, Bangkok, Tajlandia | Japonia Nami Matsuyama | Chiny Chen Qingchen · Chiny Jia Yifan | 11–21, 16–21 | Brąz     |